# Underneath It All
«Underneath It All» (с англ. — «Глубоко внутри») ― сингл американской ска-группы No Doubt с их четвертого студийного альбома Rock Steady. Песня включает в себя регги-постановку от Sly and Robbie и вокал певицы Lady Saw. Песня получила смешанные отзывы от музыкальных критиков.
Она была выпущена в качестве третьего сингла альбома в середине 2002 года. Песня получила премию Грэмми в категории Лучшее поп-исполнение дуэтом или группой. Она прозвучала в фильме «50 первых поцелуев».

## История
Первоначально песня была написана Гвен Стефани и Дэвидом Стюартом во время визита Стефани к своему бойфренду Гэвину Россдейлу в Лондон. Они использовали обратные струнные сэмплы и написали песню всего за десять минут . Песня описывает отношения Стефани и Россдейла . Когда группа работала над альбомом на Ямайке, продюсеры Слай и Робби позвонили Lady Saw и предложили ей внести свой вклад в запись. После прослушивания песни Lady Saw написала и записала свою партию.

## Критика
Сингл получил смешанные отзывы от музыкальных критиков. Журнал Rolling Stone нашел ска-звучание и тему отношений Стефани и Россдейла утомительной. Журнал Stylus Magazine высоко оценил исполнение Стефани. PopMatters прокомментировал, что группа не боится работать с новыми идеями, но песня получилась неудачной и небрежной. Американский еженедельник The Village Voice внес эту песню в свой список синглов 2002 года.

## Музыкальное видео
Сопроводительное музыкальное видео к песне было снято режиссерами Софи Мюллер и Джоном Логаном. Оно начинается с того, что Стефани снимает несколько предметов одежды и позже лежит на кровати. После сцены с ней перед белым сердцем с розами басист Тони Канал и барабанщик Эдриан Янг играют в баскетбол, а Гвен стоит у стены. Затем Стефани изображается на фоне сверкающего неба, за которым следует сцена, где вся группа катается на велосипеде. Видео заканчивается сценой, в которой Стефани прыгает на кровати в белом нижнем белье и без макияжа.
Клип был успешным на телеканалах. Он получил номинации на премию MTV Video Music Awards 2003 года в категориях Лучшее поп-видео и Лучшая операторская работа.

## Трек-лист

### Maxi single
1. "Underneath It All" featuring Lady Saw (Album Version) – 5:03
2. "Underneath It All" (Radio 1Live Acoustic Version) – 3:44
3. "Just a Girl" (Radio 1Live Acoustic Version) – 3:30
4. "Underneath It All" Video – 5:03

### 2-track single
1. "Underneath It All" featuring Lady Saw (Album Version) – 5:03
2. "Underneath It All" (Radio 1Live Acoustic Version) – 3:44

## Чарты
| Чарт (2002–2004)                           | Высшая позиция |
| ------------------------------------------ | -------------- |
| Австралия (ARIA)                           | 28             |
| Австрия (Ö3 Austria Top 40)                | 34             |
| Бельгия/Фландрия (Ultratip Bubbling Under) | 13             |
| Canada (Nielsen SoundScan)                 | 34             |
| Europe (Eurochart Hot 100)                 | 46             |
| Франция (SNEP)                             | 71             |
| Германия (GfK)                             | 42             |
| Ирландия (IRMA)                            | 39             |
| Нидерланды (Dutch Top 40)                  | 31             |
| Нидерланды (Single Top 100)                | 49             |
| Новая Зеландия (Recorded Music NZ)         | 8              |
| Romania (Romanian Top 100)                 | 27             |
| Шотландия (OCC Scotland)                   | 20             |
| Швеция (Sverigetopplistan)                 | 39             |
| Швейцария (Schweizer Hitparade)            | 54             |
| Великобритания (OCC UK Singles)            | 18             |
| США (Billboard Hot 100)                    | 3              |
| США (Billboard Adult Contemporary)         | 27             |
| США (Billboard Adult Pop Airplay)          | 2              |
| США (Billboard Latin Pop Airplay)          | 36             |
| США (Billboard Pop Airplay)                | 1              |
| США (Billboard Rhythmic)                   | 38             |

## Сертификации
| Регион                                                                      | Сертификация | Продажи |
| --------------------------------------------------------------------------- | ------------ | ------- |
| США (RIAA)                                                                  | Золотой      | 500 000 |
| Данные о продажах + прослушиваниях приведены только на основе сертификации. |              |         |